# Dmitri Olegowitsch Bulykin
Dmitri Olegowitsch Bulykin [ˈdmʲitrʲɪj ʌˈlʲɛɡəvʲɪtʲɕ buˈɫɨkʲɪn] (russisch Дмитрий Олегович Булыкин, englisch Dmitri Olegovich Bulykin; * 20. November 1979 in Moskau; auch Dmitrij Bulykin) ist ein ehemaliger russischer Fußballspieler. Bis Ende der Saison 2013/14 stand der Stürmer beim Wolga Nischni Nowgorod unter Vertrag.

## Vereinskarriere
Der Stürmer spielte in der Jugend für den PFK ZSKA Moskau und Trudowye Reserwy Moskau, ehe er in die Nachwuchsabteilung von Lokomotive Moskau wechselte. Über die zweite Mannschaft stieg er dort 1998 in das Profiteam auf.
Im Januar 2001 folgte der Wechsel zum FK Dynamo Moskau. Aufgrund mehrerer Verletzungen und Differenzen mit dem Trainer gehörte er dort ab Juli 2006 der zweiten Mannschaft an und half nur noch als Reservespieler im Profiteam aus. Am 3. August 2007 wurde sein Vertrag in Moskau aufgelöst. Bereits vor der Vertragsauflösung absolvierte er ein Probetraining bei Bayer 04 Leverkusen, wo er am 27. August 2007 einen leistungsbezogenen Einjahresvertrag unterschrieb. Am 19. Dezember 2007 gelang ihm ein Doppelpack im UEFA-Pokal-Spiel FC Zürich gegen Bayer Leverkusen, welches Leverkusen 5:0 gewann. Am 2. Februar 2008 erzielte er im Spiel gegen Energie Cottbus sein erstes Bundesligator.
Nach nur einem Jahr in Leverkusen wechselte Bulykin zur Saison 2008/09 nach Belgien zum Rekordmeister RSC Anderlecht.
Der Stürmer kehrte für die Saison 2009/10 nach Deutschland zurück und heuerte auf Leihbasis beim Zweitliga-Aufsteiger Fortuna Düsseldorf an. Sein Debüt für die Fortuna gab Bulykin im DFB-Pokal gegen den Hamburger SV. Nach dem Ausleihgeschäft nach Deutschland verlieh ihn der RSC Anderlecht zu ADO Den Haag in die Eredivisie. Beim Verein aus Den Haag startete Bulykin furios und erzielte in acht Spielen der Eredivisie acht Tore. Unter anderem war sein siebter Saisontreffer das entscheidende Tor im Spiel gegen Excelsior Rotterdam, als er in der Nachspielzeit zum 2:1 einnetzte. Bis zum Saisonende gelangen dem Angreifer insgesamt 21 Treffer, womit er hinter Björn Vleminckx auf Platz zwei in der Liste der besten Torschützen der Eredivisie 2010/11 stand.
Nachdem Bulykin in der Saison 2011/12 für Ajax Amsterdam gespielt hatte, wechselte er Sommer 2012 zu FC Twente Enschede. Zu Beginn der Spielzeit 2013/14 war Bulykin zunächst vereinslos, nach einem Jahr bei Wolga Nischni Nowgorod beendete er nach der Saison 2013/14 seine Laufbahn als aktiver Fußballspieler.

## Nationalmannschaft
Bulykin spielte unter Nationaltrainer Georgi Jarzew regelmäßig für die russische Nationalelf. Nach dessen Rücktritt wurde er nicht mehr berücksichtigt. Insgesamt erzielte er in 15 Einsätzen sieben Tore, davon allein drei beim 4:1-Sieg im Qualifikationsspiel zur Europameisterschaft 2004 in Moskau gegen die Schweiz. Auch bei der Euro 2004 war er in Portugal für Russland im Einsatz.

## Erfolge
- Russischer Pokalsieger: 1998/99, 1999/2000
- Belgischer Supercupsieger: 2010
- Niederländischer Meister: 2011/2012